# Challenger de Rome 2023
El torneo Georgia's Rome Tennis Open 2023, denominado por razones de patrocinio Coosa Valley Open fue un torneo de tenis perteneció al ATP Challenger Tour 2023 en la categoría Challenger 75. Se trató de la 2.ª edición, el torneo tuvo lugar en la ciudad de Rome (Estados Unidos), desde el 20 hasta el 26 de febrero de 2023 sobre pista dura bajo techo.

## Jugadores participantes del cuadro de individuales
| Favorito | País                      | Jugador          | Rank1 | Posición en el torneo |
| -------- | ------------------------- | ---------------- | ----- | --------------------- |
| 1        | Bandera de Australia      | Jordan Thompson  | 93    | CAMPEÓN               |
| 2        | Bandera de Australia      | Rinky Hijikata   | 116   | Primera ronda         |
| 3        | Bandera de Australia      | Aleksandar Vukic | 171   | Segunda ronda         |
| 4        | Bandera de Francia        | Enzo Couacaud    | 183   | Primera ronda         |
| 5        | Bandera de Canadá         | Alexis Galarneau | 220   | Primera ronda         |
| 6        | Bandera de Estados Unidos | Tennys Sandgren  | 223   | Primera ronda, retiro |
| 7        | Bandera de Alemania       | Dominik Koepfer  | 234   | Primera ronda         |
| 8        | Bandera de Corea del Sur  | Seong-chan Hong  | 245   | Semifinales           |

- 1 Se ha tomado en cuenta el ranking del 13 de febrero de 2023.

### Otros participantes
Los siguientes jugadores recibieron una invitación (wild card), por lo tanto ingresan directamente al cuadro principal (WC):
- Ryan Harrison
- Alex Michelsen
- Nathan Ponwith

Los siguientes jugadores ingresan al cuadro principal tras disputar el cuadro clasificatorio (Q):
- Gabriele Brancatelli
- Sebastian Fanselow
- Toby Kodat
- Patrick Kypson
- Keegan Smith
- Coleman Wong

## Campeones

### Individual Masculino
- Jordan Thompson derrotó en la final a  Alex Michelsen, 6–4, 6–2

### Dobles Masculino
- Luke Johnson /  Sem Verbeek  derrotaron en la final a  Gabriel Décamps /  Alex Rybakov, 6–2, 6–2